# Каратышки
Караты́шки (бел. Каратышкі) — деревня в составе Михеевского сельсовета Дрибинского района Могилёвской области Республики Беларусь.

## Население
- 1999 год — 26 человек
- 2010 год — 13 человек